# Makambako
Makambako es una ciudad de Tanzania perteneciente a la región de Njombe en el sur del país. Dentro de la región, forma una subdivisión equiparada a un valiato.
En 2012, la ciudad tenía una población total de 93 827 habitantes.
Se ubica unos 50 km al norte de la capital regional Njombe por la carretera B4. En Makambako, la carretera B4 se cruza con la carretera A104, que une Iringa con Mbeya.
Hasta la segunda mitad del siglo XX era un área rural habitada principalmente por benas, que todavía actualmente son el principal grupo étnico de la ciudad. A partir de 1973, la ciudad creció notablemente por albergar una estación del ferrocarril de Dar es-Salam a Zambia.

## Subdivisiones
El territorio de la ciudad se divide en las siguientes 8 katas:
- Kitandililo
- Lyamkena
- Mahongole
- Mjimwema
- Mlowa
- Mwembetogwa
- Ubena
- Utengule